# Nottjärnen (Hortlax socken, Norrbotten)
Nottjärnen är en sjö i Piteå kommun i Norrbotten och ingår i Jävreåns huvudavrinningsområde.